# تاتیانا جورجیو
تاتیانا جورجیو (یونانی: Τατιάνα Γεωργίου؛ زادهٔ ۴ ژانویهٔ ۱۹۹۶) بازیکن فوتبال اهل یونان است.
وی همچنین در تیم ملی فوتبال Greece بازی کرده‌است.